# Uroconger lepturus
Uroconger lepturus är en fiskart som först beskrevs av Richardson, 1845.  Uroconger lepturus ingår i släktet Uroconger och familjen havsålar. Inga underarter finns listade i Catalogue of Life.